# Étrelles-et-la-Montbleuse
Étrelles-et-la-Montbleuse là một xã thuộc tỉnh Haute-Saône trong vùng Bourgogne-Franche-Comté phía đông nước Pháp.